# Orlando Magic 1999-2000
La stagione NBA 1999-2000 fu l'11ª stagione della storia degli Orlando Magic che si concluse con un record di 41 vittorie e 41 sconfitte nella regular season, il 4º posto nell'Atlantic Division e il 9º posto della Eastern Conference.
La stagione, con l'arrivo del nuovo allenatore Doc Rivers, vide la partenza degli ultimi giocatori che raggiunsero le NBA Finals 1995: dopo l'addio di Shaquille O'Neal e Dennis Scott nelle stagioni precedenti, furono ceduti anche Anfernee Hardaway (ai Phoenix Suns), Nick Anderson (ai Sacramento Kings) e Horace Grant (ai Seattle SuperSonics).
La squadra non riuscì a qualificarsi per i playoff del 2000.

## Draft
| Giro | Scelta | Giocatore    | Posizione           | Nazionalità | Università/Club |
| ---- | ------ | ------------ | ------------------- | ----------- | --------------- |
| 2    | 38     | Laron Profit | guardia/ala piccola | Stati Uniti | Maryland        |

## Regular season
| Squadra            | V  | P  | %    | GB |
| ------------------ | -- | -- | ---- | -- |
| Miami Heat         | 52 | 30 | 63,4 | -  |
| New York Knicks    | 50 | 32 | 61,0 | 2  |
| Philadelphia 76ers | 49 | 33 | 59,8 | 3  |
| Orlando Magic      | 41 | 41 | 50,0 | 11 |
| Boston Celtics     | 35 | 47 | 42,7 | 17 |
| New Jersey Nets    | 31 | 51 | 37,8 | 21 |
| Washington Wizards | 29 | 53 | 35,4 | 23 |

## Play-off
Non qualificata

## Roster
| N° | Naz.                   | Ruolo | Sportivo          | Anno | Alt. | Peso |
| -- | ---------------------- | ----- | ----------------- | ---- | ---- | ---- |
| 1  | Stati Uniti (bandiera) | G     | Kiwane Garris     | 1974 | 188  | 83   |
| 3  | Stati Uniti (bandiera) | A     | Monty Williams    | 1971 | 203  | 102  |
| 4  | Stati Uniti (bandiera) | AC    | Ben Wallace       | 1974 | 206  | 109  |
| 5  | Stati Uniti (bandiera) | GA    | Ron Mercer        | 1976 | 201  | 95   |
| 8  | Stati Uniti (bandiera) | A     | Pat Garrity       | 1976 | 206  | 108  |
| 9  | Francia (bandiera)     | A     | Tariq Abdul-Wahad | 1974 | 198  | 101  |
| 10 | Stati Uniti (bandiera) | G     | Darrell Armstrong | 1968 | 183  | 77   |
| 11 | Stati Uniti (bandiera) | G     | Earl Boykins      | 1976 | 165  | 61   |
| 13 | Regno Unito (bandiera) | AC    | John Amaechi      | 1970 | 208  | 122  |
| 15 | Stati Uniti (bandiera) | A     | Matt Harpring     | 1976 | 201  | 105  |
| 23 | Stati Uniti (bandiera) | A     | Johnny Taylor     | 1974 | 206  | 100  |
| 24 | Stati Uniti (bandiera) | G     | Anthony Johnson   | 1974 | 191  | 86   |
| 24 | Stati Uniti (bandiera) | G     | Anthony Parker    | 1975 | 198  | 98   |
| 25 | Stati Uniti (bandiera) | AC    | Chris Gatling     | 1967 | 208  | 100  |
| 31 | Stati Uniti (bandiera) | G     | Chucky Atkins     | 1974 | 180  | 73   |
| 33 | Stati Uniti (bandiera) | A     | Derek Strong      | 1968 | 203  | 100  |
| 45 | Stati Uniti (bandiera) | A     | Bo Outlaw         | 1971 | 203  | 95   |
| 50 | Stati Uniti (bandiera) | A     | Corey Maggette    | 1979 | 198  | 99   |
| 51 | Stati Uniti (bandiera) | C     | Michael Doleac    | 1977 | 211  | 119  |

## Staff tecnico
- Allenatore: Doc Rivers
- Vice-allenatori: Dave Wohl, Johnny Davis, Eric Musselman, Tom Sterner

### Arrivi/partenze
Mercato e scambi avvenuti durante la stagione:
Arrivi
| N° | Naz.                   | Ruolo | Sportivo        |  | Alt. |  |
| -- | ---------------------- | ----- | --------------- |  | ---- |  |
| 5  | Stati Uniti (bandiera) | G     | Ron Mercer      |  |      |  |
| 23 | Stati Uniti (bandiera) | AP    | Johnny Taylor   |  |      |  |
| 24 | Stati Uniti (bandiera) | G     | Anthony Johnson |  |      |  |

Partenze
| N° | Naz.                   | Ruolo | Sportivo          |  | Alt. |  |
| -- | ---------------------- | ----- | ----------------- |  | ---- |  |
| 9  | Francia (bandiera)     | AP    | Tariq Abdul-Wahad |  |      |  |
| 18 | Stati Uniti (bandiera) | P     | Earl Boykins      |  |      |  |
| 25 | Stati Uniti (bandiera) | AG    | Chris Gatling     |  |      |  |

## Premi e onorificenze
- Doc Rivers nominato Allenatore dell'anno
- John Gabriel nominato Dirigente dell'anno
- Chucky Atkins incluso nell'All-Rookie Second Team